# Gamalero
Gamalero – miejscowość i gmina we Włoszech, w regionie Piemont, w prowincji Alessandria.
Według danych na styczeń 2010 gminę zamieszkiwały 842 osoby przy gęstości zaludnienia 69 os./1 km².